# Bunheads
Bunheads est une série télévisée américaine en 18 épisodes de 42 minutes créée par Amy Sherman-Palladino diffusée entre le 11 juin 2012 et le 25 février 2013 sur ABC Family aux États-Unis et sur ABC Spark au Canada.
En France, la série a été diffusée entre le 20 avril 2013 et le 5 octobre 2013 sur OCS Happy et en Belgique, elle est diffusée depuis le 16 mai 2017 sur Plug RTL. Elle reste inédite dans les autres pays francophones.

## Synopsis
Michelle Simms est une ballerine qui est devenue danseuse de cabaret à Las Vegas. Après la déception de n'avoir pu passer une audition pour obtenir un prochain contrat, après un repas bien arrosé, elle accepte d'épouser son admirateur de longue date, Hubbell Flowers, qui l'emmène vivre dans la petite ville côtière américaine Paradise, en Californie du Sud. Une fois là-bas, Hubbell est tué dans un accident de voiture et Michelle va se retrouver à jouer un rôle non négligeable dans l'école de danse, Paradise Dance Academy, appartenant à sa nouvelle belle-mère, Fanny.

## Distribution

### Acteurs principaux
- Sutton Foster (VF : Hélène Bizot) : Michelle Simms
- Kaitlyn Jenkins (VF : Claire Bouanich) : Bettina « Boo » Jordan
- Julia Goldani Telles (VF : Kelly Marot) : Sasha Torres
- Bailey De Young (VF : Anouck Hautbois) : Virginia « Ginny » Thompson
- Emma Dumont (VF : Claire Baradat) : Melanie Segal

### Acteurs récurrents
- Kelly Bishop (VF : Frédérique Tirmont) : Fanny Flowers
- Stacey Oristano (en) (VF : Agnès Cirasse) : Truly Stone
- Angelina McCoy (VF : Marie Giraudon) : Talia
- Rose Abdoo (en) (VF : Vanina Pradier) : Sam
- Alan Ruck (VF : Laurent Morteau) : Hubbell Flowers
- Matisse Love (VF : Jennifer Fauveau) : Matisse
- RaJahnae Patterson (VF : Léa Gabriele) : RaJahnae
- Gregg Henry (VF : Gabriel Le Doze) : Rico
- Dendrie Taylor (VF : Claudine Grémy) : Nina
- Paul James Jordan (VF : Taric Mehani) : Dez
- Jennifer Hasty (VF : Marie-Madeleine Burguet-Le Doze) : Nanette Jordan
- Zak Henri (VF : Adrien Larmande) : Charlie Segal
- Richard Gant (VF : Benoît Allemane) : Michael
- Ron Butler (VF : Fabien Jacquelin) : Eric Sinclair
- Nathan Parsons (VF : Stéphane Pouplard) : Godot
- Casey J Adler (VF : Thomas Sagols) : Carl Cramer
- Garrett Coffey (VF : Maxime Baudouin) : Roman
- Julie Claire (VF : Rafaèle Moutier) : Anastasia Torres
- Kiersten Warren (VF : Julie Turin) : Claire Thompson
- Antony Del Rio (VF : Alexandre Nguyen) : Jeff Tobey
- Jon Polito (VF : Jean-François Aupied) : Sal Russano
- Liza Weil (VF : Caroline Pascal) : Milly Stone
- Kent Boyd : Jordan
- Hunter Foster (en) : Scotty Simms
- Jeanine Mason : Cozette
- Niko Pepaj : Frankie
- Ellen Greene : amie de Fanny
- Lyrica Woodruff : « The Ringer »
- Todd Lowe : Devis
- Chris Eigeman : Connor
- Sean Gunn : Bash
Version française
  - Société de doublage : Dubbing Brothers[3]
  - Direction artistique : Patricia Legrand[3]

Source VF : Doublage Séries Database

## Production

### Développement
La série a été développée sous le nom de Strut.
Le 17 août 2012, ABC Family a commandé 8 épisodes supplémentaires dont la diffusion a repris le 7 janvier 2013 après Switched (Switched at Birth).
Le 22 juillet 2013, ABC Family a annulé la série.

### Fiche technique
- Titre original et français : Bunheads
- Création :
- Réalisation : Amy Sherman-Palladino
- Scénario :
- Direction artistique :
- Décors :
- Costumes :
- Photographie :
- Montage :
- Musique : Sam Phillips
- Casting :
- Production : Amy Sherman-Palladino
- Sociétés de production :
- Sociétés de distribution : ABC Family
- Pays d'origine :  États-Unis
- Langue originale : anglais
- Format : couleur - 35 mm - 1,78:1 - son Dolby Digital
- Genre : série dramatique
- Durée : 42 minutes

## Épisodes
1. Des plumes aux tutus (Pilot)
2. Pour Fanny (For Fanny)
3. L'Héritage (Inherit the Wind)
4. L'Audition (Better Luck Next Year)
5. La Comptabilité selon Fanny (Money for Nothing)
6. Soirée entre filles (Movie Truck)
7. Débordements en série (What's Your Damage, Heather?)
8. La Rebelle (Blank Up, It’s Time)
9. La Guerre du café (No One Takes Khaleesi's Dragons)
10. Un ballet trop poivré (A Nutcracker in Paradise)
11. Vous voulez voir quelque chose ? (You Wanna See Something ?)
12. Le problème de Trudy (Channing Tatum Is a Fine Actor)
13. Vous avez dit comptabilité ? (I'll Be Your Meyer Lansky)
14. De vieux comptes à régler (The Astronaut and the Ballerina)
15. La productrice (Take the Vicuna)
16. L'habit fait le moine (There's Nothing Worse Than A Pantsuit)
17. Garder le cap (It's Not A Mint)
18. Au suivant ! (Next!)

## Accueil

### Audiences

#### Aux États-Unis
La meilleure audience réalisée par la série est celle des deux premiers épisodes avec 1,64 million de téléspectateurs.[réf. souhaitée]
L'épisode 16 a réalisé la plus mauvaise audience de la série avec 0,97 million de téléspectateurs.[réf. souhaitée]

## Commentaires
Le nom de la série vient de l'argot « bunhead », employé pour désigner les danseuses de ballet. Il fait également référence au chignon dont se coiffe la ballerine pour danser.